# Haywardina umbracea
Haywardina umbracea är en fjärilsart som beskrevs av Butler och Druce 1872. Haywardina umbracea ingår i släktet Haywardina och familjen praktfjärilar. Inga underarter finns listade i Catalogue of Life.